# Thiago Rangel Cionek
Thiago Rangel Cionek (født 21. april 1986 i Curitiba, Brasilien) er en polsk fodboldspiller, der spiller som forsvar.
Cionek har (pr. april 2025) spillet 21 kampe for Polens landshold.

## Titler
- Polsk Pokalturnering: 1
  - 2010 med Jagiellonia Bialystok

- Polsk Super Cuppen: 1
  - 2010 med Jagiellonia Bialystok